# Chaetonotus elachysomus
Chaetonotus elachysomus is een buikharige uit de familie Chaetonotidae. De wetenschappelijke naam van de soort werd in 2010 voor het eerst geldig gepubliceerd door Hummon. De soort wordt in het ondergeslacht Marinochaetus geplaatst.